# Logros de artistas en el Top 100 Billboard (1955 - 2009)
Los logros de artistas en el Top 100 Billboard (1955 - 2009) es una compilación de artistas musicales ordenados acorde con el mayor número de puntuación obtenida por medio de sus sencillos más exitosos. Esta compilación basada en la última actualización del Billboard Book of the Top 40 hits, abarca los éxitos desde Rock Around The Clock de Bill Halley And His Comets hasta Poker Face de Lady Gaga. El cantante Elvis Presley se sitúa al tope de la lista seguido en segundo lugar por la agrupación The Beatles. Madonna  se sitúa en el tercer puesto como la cantante solista femenina con mayor puntaje seguida por Elton John y Mariah Carey en el cuarto y quinto puesto de la lista respectivamente.

## La fórmula utilizada
El sistema de puntuación se basa en una fórmula de obtención de puntos que cada artista obtiene a partir de las posiciones más altas que sus sencillos lograron alcanzar en los charst.
#1 = 100 puntos por la primera semana en el puesto #1, sumados a 10 puntos acorde a cada semana adicional en el puesto #1 
#2 = 90 puntos por su primera semana en el puesto #2, sumados a 5 puntos por cada semana adicional en el puesto #2 
#3 = 80 puntos por la primera semana en el puesto #3, más 3 puntos por cada semana adicional en el puesto #3 
#4–5 = 70 puntos points 
#6–10 = 60 puntos 
#11–15 = 50 puntos
#16–20 = 45 puntos
#21–30 = 40 puntos
#31–40 = 35 puntos

## Listado de artistas
Se compilan los primeros 50 artistas de una lista de 100
| Puesto | Artista                 | Puntaje |
| ------ | ----------------------- | ------- |
| 1      | Elvis Presley           | 7537    |
| 2      | The Beatles             | 4611    |
| 3      | Madonna                 | 4317    |
| 4      | Elton John              | 4176    |
| 5      | Mariah Carey            | 3972    |
| 6      | Stevie Wonder           | 3470    |
| 7      | Michael Jackson         | 3410    |
| 8      | Janet Jackson           | 3260    |
| 9      | The Rolling Stones      | 3048    |
| 10     | Paul Mccartney          | 2918    |
| 11     | Whitney Houston         | 2841    |
| 12     | Pat Boone               | 2742    |
| 13     | Aretha Franklin         | 2715    |
| 14     | The Supremes            | 2680    |
| 15     | Marvin Gaye             | 2641    |
| 16     | Rod Stewart             | 2484    |
| 17     | Chicago                 | 2475    |
| 18     | Bee Gees                | 2460    |
| 19     | The Temptations         | 2448    |
| 20     | Prince                  | 2394    |
| 21     | Ricky Nelson            | 2391    |
| 22     | The Beach Boys          | 2335    |
| 23     | Neil Diamond            | 2312    |
| 24     | The 4 Seasons           | 2245    |
| 25     | Daryl Hall & John Oates | 2236    |
| 26     | George Michaels         | 2227    |
| 27     | Connie Francis          | 2200    |
| 28     | Billy Joel              | 2193    |
| 29     | James Brown             | 2186    |
| 30     | Olivia Newton-John      | 2177    |
| 31     | Paul Anka               | 2122    |
| 32     | Fats Domino             | 2084    |
| 33     | R. Kelly                | 2056    |
| 34     | Perry Como              | 2025    |
| 35     | Diana Ross              | 2004    |
| 36     | Usher                   | 1972    |
| 37     | Ray Charles             | 1924    |
| 38     | The Everly Brothers     | 1921    |
| 39     | Kenny Rogers            | 1917    |
| 40     | Dionne Warwick          | 1899    |
| 41     | Bobby Vinton            | 1866    |
| 42     | Brenda Lee              | 1823    |
| 43     | Phill Collins           | 1814    |
| 44     | Boys II Mens            | 1786    |
| 45     | The Jackson 5           | 1763    |
| 46     | Bryan Adams             | 1755    |
| 47     | Frank Sinatra           | 1743    |
| 48     | Donna Summer            | 1688    |
| 49     | Puf Daddy               | 1687    |
| 50     | Beyonce                 | 1687    |